# Sostanza naturale
Una sostanza naturale (o prodotto naturale) è un composto chimico prodotto da un organismo vivente che di solito, ma non necessariamente, ha un'attività biologica o farmacologica. Una sostanza naturale può essere considerata tale anche se può essere preparata mediante sintesi totale. La definizione di sostanza naturale comprende sostanze pure costituite da atomi di natura differente o prodotti con composizione definita e uniforme. Prodotti naturali come piume, legno o cotone, sebbene siano costituiti da materiali di fatto naturali, non costituiscono miscele uniformi e pertanto non rientrano nella definizione. Tutte le sostanze inorganiche presenti in natura come i minerali o rocce non rientrano in questa definizione in quanto non prodotti da organismi viventi.
Nel campo della chimica organica, come suggerito originariamente da Albrecht Kossel nel 1891 sulla base di un lavoro di Stahls sulla biochimica vegetale, la definizione di sostanze naturali è solitamente limitata a composti organici purificati isolati da fonti naturali che sono prodotti dalle vie metaboliche del metabolismo primario o secondario, e che come tale sono distinti come metaboliti primari e secondari. Nel campo della chimica farmaceutica, la definizione è spesso ulteriormente limitata ai metaboliti secondari. I metaboliti secondari non sono essenziali per la sopravvivenza, ma generalmente conferiscono agli organismi che li producono un vantaggio evolutivo. Molti metaboliti secondari sono citotossici e sono stati selezionati e ottimizzati attraverso l'evoluzione per l'utilizzo come agenti di "guerra chimica" contro prede, predatori, e organismi concorrenti.
La chimica delle sostanze naturali è una scienza interdisciplinare che può con i metodi della chimica organica e analitica risolvere problemi in biologia, biochimica, fisiologia e farmacologia. La chimica dei prodotti naturali ha una grande importanza in farmacologia per lo sviluppo di nuovi farmaci.

## Storia

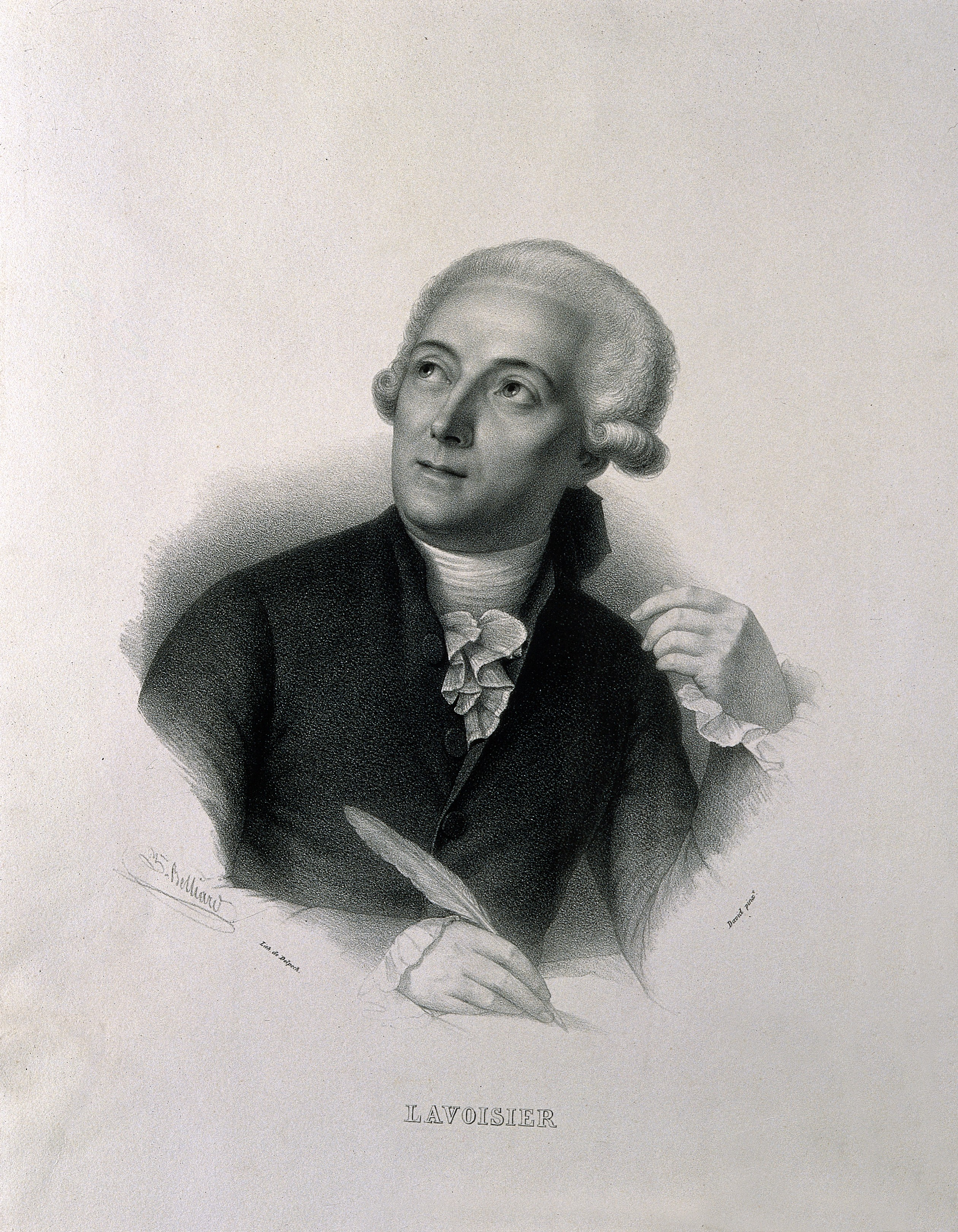
Antoine-Laurent de Lavoisier (1743-1794)

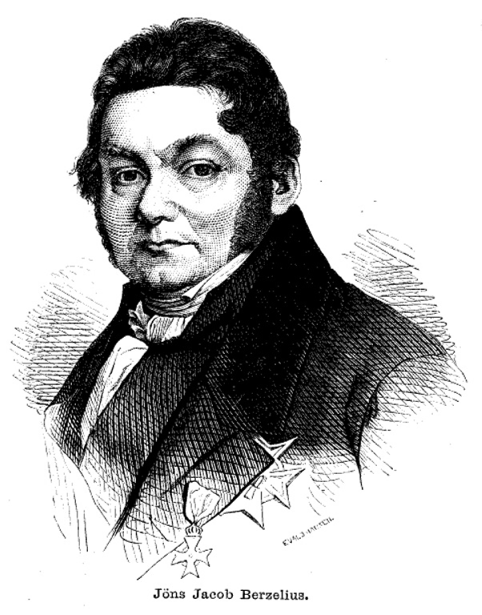
Jöns Jacob Berzelius (1779-1848)

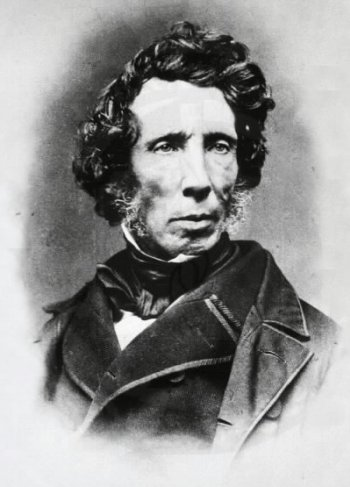
Friedrich Wöhler (1800-1882)

La definizione originale di sostanza naturale praticamente coincideva con la definizione storica di composto organico introdotta nel 1807 da Jöns Jacob Berzelius. L'aggettivo "organico" fu inizialmente legato al fatto che la chimica organica studiava composti più o meno complessi estratti da organismi viventi, vegetali o animali, o dai loro metaboliti. Si trattava di una forma relativamente complessa di chimica e si trovava in un netto contrasto con la chimica inorganica, i cui principi erano stati stabiliti nel 1789 dal chimico francese Antoine-Laurent de Lavoisier nel suo trattato Traité élémentaire de chimie. Tale definizione fu abbandonata nel 1828, quando il chimico tedesco Friedrich Wöhler per primo riuscì nella sintesi di un composto organico (l'urea) a partire da composti inorganici, dimostrando così che le sostanze prodotte in laboratorio a partire da composti inorganici erano in tutto identiche a quelle, aventi la medesima struttura, isolate da organismi viventi e confutando quindi l'ipotesi vitalistica, che voleva le sostanze "organiche" in qualche modo peculiari a causa della loro origine biologica.
Nel 1861 August Kekulè identificò la chimica organica come "lo studio dei composti del carbonio".
Nella definizione corrente appartengono alla chimica organica praticamente la totalità dei composti del carbonio tetravalente. La chimica delle sostanze naturali si è evoluta nel tempo fino ad acquisire dignità di disciplina autonoma e si occupa dell'isolamento, delucidazione della struttura, sintesi e biosintesi e proprietà di composti presenti negli organismi viventi (come animali, piante e microrganismi).
La farmacognosia si occupa della chimica delle sostanze naturali di origine vegetale di interesse farmacologico, ad esempio gli alcaloidi.
A Justus von Liebig si devono i primi importanti studi su prodotti naturali di origine animale. Hermann Emil Fischer sul finire del XIX secolo si occupò della sintesi e struttura dei carboidrati e della sintesi dei peptidi.
Fino alla fine del 1930, le principali classi di sostanze naturali erano state trovate, esaminate e ne era stata chiarita la struttura. Tappe importanti sono state gli studi su:
- Terpeni di Otto Wallach da studi su oli essenziali
- Steroidi di Adolf Windaus e Heinrich Otto Wieland
- Carotenoidi di Paul Karrer
- Porfine da Richard Willstätter e Hans Fischer
- Vitamine, tra gli altri Paul Karrer, Adolf Windaus, Robert R. Williams, Richard Kuhn e Albert Szent-Györgyi Nagyrápolt
- Ormoni di Adolf Butenandt e Edward Calvin Kendall

Con la scoperta della penicillina nel 1940 da parte di Alexander Fleming, Ernst Boris Chain e Howard Walter Florey, i microrganismi sono stati riconosciuti come fonte utile di prodotti naturali.
La chimica dei prodotti naturali subì un notevole sviluppo dopo la fine della seconda guerra mondiale per lo sviluppo di metodi analitici e fisici nuovi e molto potenti. La spettrometria di massa, cristallografia a raggi X e poi la spettroscopia NMR hanno permesso la determinazione della struttura senza derivatizzazione del prodotto naturale e utilizzando piccole quantità di analita. I metodi cromatografici ed elettroforesici attuali consentono la separazione di miscele con velocità e chiarezza notevoli.